# Themes from Calmi Cuori Appassionati
Themes from Calmi Cuori Appassionati er et soundtrack af den irske sanger, sangskriver og musiker Enya, der blev udgivet i Japan d. 30. oktober 2001 af WEA International. Det består af sange, der er blevet indspillet og udgivet mellem 1986 og 2000, der blev brugt til soundtracket til den japanske romantiske film Calmi Cuori Appassionati.
I praksis er det et opsamlingsalbum, der inkluderer størstedelen af Enyas bedst kendte sange. Albummet kom direkte ind på andenpladsen af den japanske albumhitliste, og det blev det andet af Enyas albums (det første værende Paint the Sky with Stars – The Very Best of Enya fra 1997) til at sælge mere end 1 mio. eksemplarer i Japan, på trods af at mange af sangene var inkluderet på Paint the Sky with Stars.

## Spor
| #   | Titel                                                     | Længde |
| --- | --------------------------------------------------------- | ------ |
| 1.  | "Wild Child"                                              | 3:49   |
| 2.  | "Caribbean Blue"                                          | 3:59   |
| 3.  | "Book of Days"                                            | 2:56   |
| 4.  | "Afer Ventus"                                             | 4:06   |
| 5.  | "Watermark"                                               | 2:26   |
| 6.  | "Orinoco Flow"                                            | 4:26   |
| 7.  | "The Celts"                                               | 2:57   |
| 8.  | "Once You Had Gold"                                       | 3:18   |
| 9.  | "Triad - a. "St. Patrick" - b. "Cú Chulainn" - c. "Oisin" | 4:25   |
| 10. | "Anywhere Is"                                             | 3:46   |
| 11. | "Fairytale"                                               | 3:04   |
| 12. | "Evening Falls..."                                        | 3:49   |
| 13. | "Song of the Sandman (Lullaby)"                           | 3:42   |
| 14. | "The Promise"                                             | 2:29   |

## Hitlister
| Hitliste                     | Placering |
| ---------------------------- | --------- |
| Japanese Oricon Albums Chart | 2         |